# Bulbophyllum macrourum
Bulbophyllum macrourum là một loài phong lan thuộc chi Bulbophyllum.